# Kommende St. Jacques-du-Haut-Pas (Paris)
Die Kommende St. Jacques-du-Haut-Pas in Paris (frz. Commanderie Saint-Jacques-du-Haut-Pas) war eine Niederlassung des geistlichen Ritter- und Hospitalordens San Giacomo di Altopascio.

## Geschichte

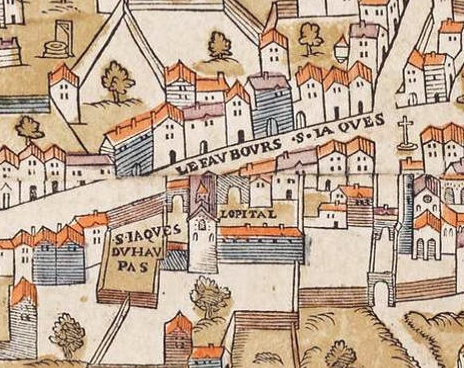
Hospital und Kapelle St-Jacques-du-Haut-Pas in der früheren Vorstadt Faubourg Saint-Jacques, Auszug aus dem Plan von Truschet und Hoyau (um 1550).

Der Orden war in der Mitte des 12. Jahrhunderts in Altopascio (frz.: Haut Pas) bei Lucca an den Ufern des Arno gegründet worden, um Pilgern auf der Wallfahrt geistliche und materielle Unterstützung angedeihen zu lassen, sie zu beherbergen, zu speisen, und gegebenenfalls zu pflegen. Die Pariser Niederlassung im damaligen Vorort Faubourg Saint-Jacques (heute Rue Saint-Jacques Nummer 254, 5. Arrdt.) soll sich unter Ludwig dem Heiligen († 1270), nach anderen Quellen im Jahr 1180 angesiedelt haben.
Damit lag die Kommende auf dem von Paris nach Santiago de Compostela führenden Jakobsweg. Das von den Ordensbrüdern hier eingerichtete Hospiz war das erste einer Reihe von ähnlichen Pilgerherbergen und Krankenhäusern auf dem langen Weg nach Galicien.
Als knapp zweihundert Jahre später Papst Pius II. den Orden durch eine Bulle aus dem Jahr 1459 aufhob, führten die ehemaligen Hospitalsbrüder das Hospiz weiter und erneuerten es sogar um das Jahr 1519. Ab dem Jahr 1554 wechselte es seine Bestimmung. Fortan wurden hier verwundete Soldaten gepflegt, die im Dienste des Königs standen.
Im Jahr 1572 erfolgte die Umsiedlung mehrerer religiöser Einrichtungen. Die Königinmutter Katharina von Medici, die unweit des Tuilerienpalastes eine zweite Residenz, das spätere Hôtel de la Reine (Hôtel de Soissons) errichten lassen wollte, erhob Anspruch auf das im Norden des Louvre bei den Hallen gelegene Gelände des „Couvent des Filles Pénitentes“ (Kloster der büßenden Mädchen) und wies ihnen das Kloster der ehemaligen, 1564 säkularisierten und dem Bistum von Paris unterstellten Abtei Saint-Magloire in der Rue Saint-Denis (heutige Nummer 82) zu.
Diese wich ihrerseits auf das linke Ufer in das Hospiz der Rue Saint Jacques, wo nur noch zwei Brüder zugegen waren.
In der Folgezeit beherbergten die Gebäude das Kloster Saint-Magloire, dann eine Gemeinschaft der Kongregation des Oratoriums, die das renommierte Seminar der Oratorier (ab etwa 1620) eröffnete. Schließlich nahm das Taubstummen-Institut (seit 1794) davon Besitz, das – nach mehrmaligen Umbauten und teilweisem Neubau der bestehenden Gebäude – hier unter der heutigen Bezeichnung Institut National des Jeunes Sourds (Staatliches Institut der jungen Tauben) noch heute ansässig ist.